# Crow Rock
Crow Rock är en klippa i Storbritannien.   Den ligger i kommunen Pembrokeshire och riksdelen Wales, i den södra delen av landet, 300 km väster om huvudstaden London.
Terrängen runt Crow Rock är platt. Havet är nära Crow Rock åt sydväst.  Närmaste större samhälle är Milford Haven, 11,3 km norr om Crow Rock. 